# Franz Biffiger
Franz Josi Biffiger (* 16. Februar 1939 in Basel; † 19. April 2023) war ein Schweizer Architekt, Jazzpianist und Politiker (SP).

## Leben und Wirken
Franz Biffiger erhielt von 1946 bis 1956 klassischen Klavierunterricht, zunächst in Basel, ab 1947 in Bern. Erste Jazz-Versuche unternahm er 1953 im „Honky Tonk“-Keller; als Autodidakt gründete er erste Bands (Ragtime Hot Five, Cotton Pickers gemeinsam mit Peter Giger). Zwischen 1955 und 1959 war er (neben Peter Candiotto und Marc Hellman) Mitglied der Riverboat Stompers, die sich hauptsächlich mit der Musik Duke Ellingtons befassten (zuerst im Comboformat, später auch als Bigband) und auf dem Jazz Festival Zürich (1956, 1959) auftraten. Von 1959 bis 1962 leitete er sein eigenes Trio, das Modern Jazz spielte und zweimal auf dem Zürcher Jazzfestival auftrat; 1961 kam es zu ersten Radioaufnahmen mit Bruno Spoerri. 1962 war er auf Deutschland-Tournee mit Michel Robert und dessen Mr. Roberts Dixie Cats. Parallel zu seinem Architekturstudium an der ETH Zürich (bis 1966) gründete er ein Quintet (u. a. mit Jürg Grau, Pat Neuburg und Kurt Schaufelberger), das auch auf dem Festival JazzAscona auftrat und Stücke von Ornette Coleman interpretierte. Weiterhin spielte er im Quartett von Heinz Bigler, aus dem die Allstar-Band „The Quintet“ (mit Umberto Arlati, Isla Eckinger) entstand, die bis 1970 existierte, auf dem Montreux Jazz Festival 1968 auftrat und mit Johnny Griffin auf Tournee ging. 1967 wurde Biffiger wie die anderen Musiker dieser Band Lehrer an der neugegründeten Swiss Jazz School. Daneben war er ab 1968 als selbständiger Architekt mit Partnern in der ARB Arbeitsgruppe tätig; weiterhin betreute er mehrere Jazzsendungen für Radio DRS. Zwischen 1971 und 1974 spielte er mit der Kapelle ZUE eine Mischung von Folk-Pop-Jazz und Zappa, dann bis 1978 mit der Gruppe Orgon (Jürg Grau, Albert Landolt, K. T. Geier  und Kurt Schaufelberger). Bis 1990 war er weiterhin Mitglied in den Bands von Raymond Court und von Robin Kenyatta (mit Walter Schmocker und David Elias) sowie bei den Red Hot Peppers, die auch mit internationalen Gästen auftraten und am Dixieland-Jubilee in Sacramento 1984 teilnahmen. Auch tourte er mit Clifford Jordan und mit Sal Nistico und begleitete Sandy Patton.
1994 wurde er Mitglied der Direktorenkonferenz Schweizerischer Jazzschulen, deren Präsident er von 2001 bis 2004 war.
Biffiger war auch politisch aktiv, für die SP war er von 1972 bis 1977 im Berner Stadtrat (Parlament) und von 1975 bis 1992 war er Mitglied im Grossen Rat, der Legislative des Kantons Bern.

## Diskographische Hinweise
- Red Hot Peppers: Chicago-Blues-Dixieland Jazzmen (LP, Columbia, 1975)
- Red Hot Peppers: Memories of Sacramento (CD, Souverän, 1985)
- Sandy Patton Quartet: The Highest Mountain (Horn, 1995)
- Friends 4 Friends A Family Affair (2008, mit Sandy Patton, Wege Wüthrich, Michel Poffet, David Elias)

## Buchveröffentlichungen
- Jürgen Wiegand, Franz Biffiger, Kurt Aellen: Wohnungsbewertungs-System Bern 1991
- Lore Ditzen, Thomas Keller, Franz Biffiger, Marco Schibig (Hrsg.): Arb: Photos, Essays, Catalog 1999